# Гарсиандия, Иманоль
Иманоль Гарсиандия (исп. Imanol Garciandia; род. 30 апреля 1995, Сумаррага, Страна Басков) — испанский гандболист, выступает за гандбольный клуб «Пик» и сборную Испании по гандболу. Серебряный призёр летних Олимпийских игр 2024 года, бронзовый призёр чемпионата мира 2023 года, чемпион Средиземноморских игр 2022 года.

## Карьера

### Клубная
Иманол Гарсиандия в 2015 году стал выступать за клуб первого дивизиона «Сьюдад де Логроньо», с которым занял второе место в лиге ASOBAL после «Барселоны» в сезоне 2015/16 годов. Приобрёл опыт участия в Лиге чемпионов ЕГФ в 2015/16 и 2016/17 годах, а также в Кубке ЕГФ 2017/18, 2018/19 и 2019/20 годах. За «Сьюдад де Логроньо» забил 378 голов в 139 матчах чемпионата.
В сезоне 2020/21 годов Гарсиандия выступал за французский клуб «Pays d’Aix UC», где забил 104 гола в 30 матчах.
С сезона 2021/22 годов Иманоль играет за венгерский клуб первого дивизиона «Пик». Вместе с этой командой выиграл чемпионат Венгрии в 2022 году.

### Международная карьера в сборной
В составе первой сборной Испании Гарсиандия дебютировал 20 июня 2018 года в матче против Польши.
В 2018 году в Таррагоне выиграл бронзовую медаль на Средиземноморских играх, в 2022 году завоевал золотую медаль.
В январе 2023 года впервые принял участие в чемпионате мира, который состоялся в Польше и Швеции. На том турнире стал бронзовым медалистом.
В августе 2024 года был включён в состав Испании на Олимпийский турнир по гандболу. Сборная Испании в матче за третье место одержала победу над Словенией 23:22, а игроки сборной завершили турнир с бронзовыми медалями Олимпиады.